# Yến hông trắng cốc ki
Apus cooki là một loài chim trong họ Apodidae.